# 布利夏尼夫卡
48°46′41″N 26°47′48″E / 48.77806°N 26.79667°E
布利夏尼夫卡（烏克蘭語：Блищанівка），是烏克蘭西部的村莊，隸屬赫梅利尼茨基州的卡緬涅茨-波多利斯基區。該村面積1.85平方公里，海拔高度324米，2001年人口512。